# Kraš (singolo)
Kraš (in russo Краш?) è un singolo dei cantanti russi Klava Koka e Niletto, pubblicato il 10 giugno 2020.
È stato candidato nella categoria di hit dance dell'anno ai premi Viktorija e riconosciuto come miglior collaborazione ai premi di Muz-TV.

## Promozione
I due interpreti hanno eseguito la canzone insieme in varie occasioni, come parte di un concerto di Klava Koka a Mosca il 13 settembre, al SnowPati 20/21 presso la VTB Arena il 10 dicembre e ai Radio Novoe Award l'11 febbraio successivo. Un'esibizione del brano in italiano, inclusa nella raccolta Ciao, 2020!, è stata eseguita nello speciale di Večernij Urgant Ciao, 2020!, andato in onda su Pervyj kanal il 30 dicembre.

## Video musicale
Il video musicale, reso disponibile il 19 giugno 2020, è risultato uno dei più riprodotti su YouTube sia a livello nazionale, in Kazakistan che in Ucraina nel corso dell'anno.

## Tracce
Testi e musiche di Klavdija Vadimovna Vysokova, Danil Sergeevič Prytkov, Timofej Vasil'evič Docenko, Kostantin Nikolaevič Kokšarov e Aleksandr Nikolaevič Micheev.
1. Kraš – 2:51

## Classifiche

### Classifiche settimanali
| Classifica (2020-23) | Posizione massima |
| -------------------- | ----------------- |
| Kazakistan           | 179               |
| Russia               | 19                |

### Classifiche di fine anno
| Classifica (2020) | Posizione |
| ----------------- | --------- |
| Russia            | 95        |
| Classifica (2021) | Posizione |
| Russia            | 163       |